# IJsland op het Eurovisiesongfestival 2000
IJsland nam deel aan het Eurovisiesongfestival 2000 in Stockholm, Zweden. Het was de 14de deelname van het land op het Eurovisiesongfestival. De inzending werd gekozen via de nationale voorronde Söngvakeppni Sjónvarpsins. RUV was verantwoordelijk voor de IJslandse bijdrage voor de editie van 2000.

## Selectieprocedure
Nadat de voorgaande vier IJslandse inzendingen intern waren geselecteerd, koos men er dit jaar weer voor om een nationale finale te organiseren, Söngvakeppni Sjónvarpsins.
Deze werd gehouden in de studio's van de nationale omroep RUV en werd gepresenteerd door Hjálmar Hjálmarsson en Hera Björk.
Deze laatste zou IJsland later gaan vertegenwoordigen op het Eurovisiesongfestival 2010.
Vijf liedjes deden mee aan deze finale en de winnaar werd gekozen door middel van televoting.

| Volgorde | Artiest                                   | Lied           | Punten | Plaats |
| -------- | ----------------------------------------- | -------------- | ------ | ------ |
| 1        | Halla Vilhjálmsdóttir                     | "Sta sta stam" | 1216   | 3      |
| 2        | Örlygur Smári                             | "Segðu mér"    | 411    | 4      |
| 3        | Gúðrun Gunnarsdóttir                      | "Barnagæla"    | 183    | 5      |
| 4        | Einar Ágúst Víðisson & Telma Ágústsdóttir | "Hvert sem er" | 4318   | 1      |
| 5        | Páll Rósinkranz                           | "Söknuður"     | 1358   | 2      |

## In Stockholm
Het winnende lied werd voor het songfestival vertaald naar het Engels als Tell me.
Op het Eurovisiesongfestival moest IJsland aantreden als twaalfde, na Cyprus en voor Spanje. Aan het einde van de puntentelling bleek dat August & Telma op de twaalfde plaats waren geëindigd met 45 punten.
Het duo ontving 1 keer het maximum van 12 punten.
Nederland en België hadden geen punten over voor deze inzending.

### Gekregen punten

#### Finale
| 12 punten    | 10 punten | 8 punten | 7 punten              | 6 punten  |
| ------------ | --------- | -------- | --------------------- | --------- |
| - Denemarken |           | - Zweden | - Letland - Noorwegen | - Estland |
| 5 punten     | 4 punten  | 3 punten | 2 punten              | 1 punt    |
| - Israël     |           |          |                       |           |

### Punten gegeven door IJsland

#### Finale
Punten gegeven in de finale:
| 12 punten | Denemarken |
| 10 punten | Letland    |
| 8 punten  | Rusland    |
| 7 punten  | Noorwegen  |
| 6 punten  | Duitsland  |
| 5 punten  | Estland    |
| 4 punten  | Zweden     |
| 3 punten  | Oostenrijk |
| 2 punten  | Ierland    |
| 1 punt    | Nederland  |